# Simon Robert
Pour les articles homonymes, voir Robert.
Simon Robert, né le 13 février 1762 à Nevers (Nièvre), mort le 16 janvier 1827 à Paris, est un général français de la Révolution et de l’Empire.

## États de service
Il entre en service le 1er juin 1779, comme soldat au régiment de Beaujolais infanterie, et il fait les campagnes de 1781 à 1783, en Amérique. Il est mis en congé le 3 avril 1784.
Il reprend du service le 12 octobre 1792, comme capitaine adjudant-major dans le 6e bataillon de volontaires de la Côte-d’Or, avec lequel il sert de 1792 à l’an II à l’armée des côtes de Cherbourg. En l’an III, il passe en Vendée, et le 23 juillet 1796, il est admis dans la 2e légion des francs, incorporé à la 46e demi-brigade de ligne. Il est nommé chef de bataillon le 22 septembre 1796, et l’année suivante, il fait partie de l’armée d’Angleterre.
Le 5 juin 1798, il reçoit du directoire une lettre de félicitation pour sa conduite distinguée à l’affaire d’Ostende le 20 mai 1798. En mai 1799, il se trouve à l'abbaye de Paradies (de) en Suisse, rattaché à l’armée du Danube. Assailli par des forces supérieures, il déploie dans cette affaire autant de bravoure que de prudence, et il prend à l’ennemi 3 drapeaux et 4 pièces de canon. Le 12 octobre 1799, près de Schatten, il soutient les efforts d’une forte colonne russe, et en arrête la marche. 
Le 5 mai 1800, il est blessé de deux coups de feu à la Bataille de Moesskirch, mais il reste sur le champ de bataille jusqu’à la fin de la journée. En l’an IX et en l’an X, il commande un bataillon d’expédition sur Boulogne, et il s’acquitte de sa mission avec autant de zèle que d’intelligence.
Le 5 novembre 1803, il est promu major du 36e régiment de ligne, et il est fait chevalier de la Légion d’honneur le 25 mars 1804. Il fait les campagnes de l’an XII à 1808, à l’armée des côtes de l’Océan. Le 3 mars 1809, il passe colonel en second de la 6e demi-brigade provisoire, et il est affecté le 5 avril suivant, en qualité de major colonel dans le 4e régiment de tirailleurs de la jeune garde, avec lequel il combat à Wagram les 5 et 6 juillet 1809. En 1810, il est envoyé à l’armée d’Espagne, et il est créé baron de l’Empire le 4 janvier 1811. Il est fait officier de la Légion d’honneur le 19 janvier 1812, et il participe à la campagne de Russie.
De retour en France, il prend le commandement des dépôts de la Garde en mars 1813, et le 28 mars 1814, il commande une brigade d’infanterie de la division du général Michel. Le 30 mars, lors de la bataille de Paris, il soutient toute la journée, avec 5 bataillons devant le village d’Aubervilliers, les efforts d’une division russe.
Lors de la première restauration, le roi Louis XVIII, le fait chevalier de Saint-Louis le 13 août 1814, et le nomme général de brigade le 12 octobre 1814. 
Au retour de l’Empereur, il est attaché à la 24e division militaire le 23 avril 1815, dans le 6e corps d’observation du Var, et il est confirmé dans son grade de général par Napoléon le 10 juin 1815. Le 1er août 1815, il est mis en demi-solde, et il est admis à la retraite le 21 octobre 1818.
Il meurt le 16 janvier 1827, à Paris.

## Dotation
- Le 15 mars 1810, dotation de 4 000 francs sur Rome et le 1er janvier 1812 dotation de 4 000 francs en Illyrie.

## Armoiries
| Figure | Nom du baron et blasonnement |
| ------ | --- |
|        | Armes du baron Simon Robert et de l'Empire, décret du 15 mars 1810, lettres patentes du 4 janvier 1811. Écartelé au premier et quatrième d'azur au lion rampant armé d'une épée et adextré en chef d'une étoile, le tout d'or ; au deuxième des barons tirés de l'armée ; au troisième de gueules au casque taré de profil d'argent, grillé et panaché du même - Livrées : les couleurs de l'écu. |

## Sources
- Thierry Pouliquen, « Les généraux français et étrangers ayant servis [sic] dans la Grande Armée » (consulté le 30 novembre 2014)
- « La noblesse d’Empire » (consulté le 30 novembre 2014)
- « Cote LH/2346/12 », base Léonore, ministère français de la Culture
- A. Lievyns, Jean Maurice Verdot, Pierre Bégat, Fastes de la Légion-d'honneur, biographie de tous les décorés accompagnée de l'histoire, tome 4 législative et réglementaire de l'ordre, Bureau de l’administration, janvier 1844, 640 p. (lire en ligne), p. 413.
- (pl) « Napoléon.org.pl »
- Antoine Jay, Etienne de Jouy et Jacques Marquet de Norvins, Biographie nouvelle des contemporains ou dictionnaire historique et raisonné de tous les hommes qui, depuis la Révolution française ont acquis de la célébrité par leurs actions…, tome 16, Paris, librairie historique, janvier 1823, 496 p. (lire en ligne), p. 56.
- Vicomte Révérend, Armorial du premier empire, tome 4, Honoré Champion, libraire, Paris, 1897, p. 134.